# Enzio av Sardinien
Enzio av Sardinien, född omkring 1220, död 14 mars 1272 i Bologna, var kung av Sardinien 1243-1249.

## Biografi
Enzio var oäkta son till tysk-romerske kejsaren Fredrik II, och blev 1238 gift med den sardinska furstinnan Adelasia och antog 1243 titeln kung av Sardinen. Från 1239 var han kejserlig generalagent i Italien och deltog med stor tapperhet i faderns kamp mot påvedömet och dess bundsförvanter. Han påbörjade erövringen av markgrevskapet Ancona och besegrade i slaget vid Meloria 1241 den genuesiska flottan. 1249 tillfångatogs han i slaget vid Fossalta av bolognesarna och hölls av dem i fångenskap fram till sin död. Hans öde har behandlats av flera personer, bland annat av Karl August Nicander i dikten Konung Enzio (1827).